# جومانجي (قصة مصورة)
جومانجي هو اسم كتاب أطفال، كتبه ووضحه كريس فان آلسبورغ. في 1995 أصبح فيلما يحمل نفس الاسم. كلا الفيلم والكتاب عن لعبة موضوعها الأدغال والذي يخرج منها سحرياً ما في الأدغال من حيوانات ونباتات. عندما يتحرك اللاعب على اللوحة.
قصة الكتاب عن أطفال هذه اللعبة ومن المفترض عليهم إبقاء المنزل مرتباً حتى يرجع والديهم من الاوبرا التي سيشاهدونها مع أصدقائهم.

## القصة
بدأت القصة عندما وجد الآن باريش لعبة لوحية ما في ارض والده وقام بلعبها مع صديقته سارة الا ان اللعبة قد قامت باحتجازه لاكثر من عشرون عاما في الادغال لحين رمي رقم خمسة أو ثمانية وقامت سارة بالفرار. وعندما اتي زائران جديدان لمنزل باريش المهجور وهما طفلان مع عمتهما وجدا اللعبة وبدأت تظهر الاحداث الغريبة الا ان الطفل الاصغر رمي النرد فظهر رقم 5 مما ادي الي تحرر الآن باريش من الادغال. ثم ينهيا اللعبة بمساعدة باريش وسارة بعد ان خاضا مغامرات لا يمكن نسيانها من قطيع الحيوانات الهاربة الي الصياد الشهير فان بيلت. وتنتهي القصة عندما كان الآن باريش علي وشك الموت بطلقة نارية لكن النرد توقف عند رقم ثلاثة ووصلت شخصيته للمركز وهكذا انتهت اللعبة بفوز الفريق فأصبح باريش وسارة أطفال مجددا وعاشا حياتهما بطبيعية.